# Ramón María del Valle-Inclán
Ramón José Simón Valle Peña, conegut literàriament com a Ramón María del Valle-Inclán (y Montenegro) (Vilanova de Arousa, 28 d'octubre de 1866 - Santiago de Compostel·la, 5 de gener de 1936). Va ser un dramaturg, poeta i novel·lista espanyol, que va formar part del corrent modernista d'Espanya i pròxim, en els seus darrers treballs, a l'esperit de la Generació del 98. És considerat un dels autors clau de la literatura espanyola del segle xx.

## Joventut
Era fill de Ramón del Valle-Inclán y Bermudez de Castro i Dolores de la Peña y Montenegro. Transcorregué la seva infància i adolescència en la mateixa comarca que el va veure néixer, on des que va tenir ús de raó sentí constantment narracions d'episodis de l'última guerra carlina, en la qual hi havien pres part alguns membres de la seva família, relats que haurien d'influir més tard de gran manera en la seva producció literària. Va estudiar per advocat a la Universitat de Santiago de Compostel·la. Tot just havia complert els vint anys, marxà a Mèxic, d'on no tardà a retornar. Fou llavors quan començà a revelar-se com a escriptor, publicant a la premsa de Madrid, on publicà el 1895, articles i contes que feien presagiar el futur mestre.
Al cap de dos anys de residir per primera vegada a la cort, tornà a passar una llarga temporada a Galícia, on no deixa de viatjar amb freqüència. Posteriorment viatjà per Amèrica del Sud, que recorregué en gran part, i durant la guerra de 1914-1918 anà a França convidat pel Govern d'aquella República. La creació més celebrada de Valle-Inclán és la del Marquès de Bradomin, protagonista de les seves Sonatas. En referir-se Julio Cejador (famós crític d'aquells dies) a la seva arribada a Madrid, també apunta a grans trets el caràcter d'aquest personatge.
| « | Arribà a la Cort, diu, presentant-se entre els joves com a personatge misteriós, aventurer, coltellejant i de llinatge que recordava en el viure la manera romàntica, ben adobada amb cert aristocràtic refinament, conforme a l'època decadent dels artistes de París. Segons aquesta mateixa idea romàntica-modernista, forjà, en la seva fantasia, el tipus de personatge d'hidalgo a l'antiga i bohemi a la moderna, tot a la vegada, a qui donà per nom el Marques de Bradomin. Gallec tradicionalista i monàrquic xapat a l'antiga, llinatjut i senyor del seus Estats; però mundà i lasciu, conquistador donjuanesc, refinat en plaers, en suma, en el fons de l'ànima, un espanyol aristòcrata a l'antiga, folrat dels decadentismes de la moderna aristocràcia. A aquest mirall, que té no poc del famós llibertí Casanova, acomodà la forma de presentar-se a tots cantons, ja que no la seva manera de viure, per no permetre-li-ho la maleïda manca de diners; i tal fou el personatge que es proposà retratar en llurs obres literàries. | » |

## Trajectòria com a escriptor i dramaturg
Alguns anys més tard, quan les Sonatas ja li havien obert un lloc preeminent entre els literats i una brillant reputació entre el públic, aparegué la seva autobiografia a Alma española el 27 de desembre de 1903, en la qual relata la seva vida anterior a l'època que passà a Madrid, però tan plena de fantàstiques invencions que la incertesa vers les altres que podien ser certes pujà de mida. Deia entre altres coses.
| « | A bord del Dalila, ho recordo amb orgull, vaig assassinar Sir Robert Yones. Fou una venjança digna de Benvenuto Cellini. Us diré com va anar, encara que sou incapaços de comprendre la seva bellesa; però millor serà que no us ho digui: serieu capaços d'horroritzar-vos. | » |

Les Sonatas, aparegueren per aquest ordre: Sonata de otoño (1900); Sonata de estío (1903); Sonata de primavera (1904); i Sonata de invierno (1905). Citades les primeres obres que cimentaren el seu nom, afegirem que on es revela amb tota la intensitat la força del seu temperament és a Águila de blasón (1907) i Romance de lobos (1908), el protagonista de la qual és el seu ascendent Juan Manuel de Montenegro; Flor de santidad (1904), història mil·lenària d'una ingènua pastora que viu en un món sobrenatural; la Pipa de kif, poesies; La marquesa Rosalinda,-farsa sentimental i grotesca-, segons la qualifica el seu autor (1913), estrenada amb gran èxit per María Guerrero; La guerra carlista amb els seus tres volums Los cruzados de la causa (1908), El resplandor de la hoguera (1909) i Gerifaltes de antaño (1909), per escriure la qual passà llargues temporades a Navarra, etc. El 1928 es publicà el volum IV de les seves obres completes amb el títol de Retablo de la avaricia, la lujuria i la muerte, en la qual estan reunides cinc de les seves obres teatrals: Ligazón; La rosa de papel; El embrujado; La cabeza del Bautista i Sacrilegio, la tercera de les quals correspon a una època (1913) molt anterior a la de la resta.

En les seves obres teatrals destaca la mateixa qualitat de sobrietat en el diàleg que, malgrat tot i potser per això mateix, descriu en ferm traç les línies espirituals i les passions dels seus personatges, i el relleu extraordinari que aquests prenen en el decurs de l'acció. Un notable crític barceloní, en donar compte de l'estrena del drama en un acte La cabeza del Bautista, digué: 
| « | Obra del senyor Valle-Inclán, plena de vida, d'una vida negra, huracanada, suggestiona com una representació de Gran Gignol, però al mateix temps posseeix un refinament psicològic que transforma un crim vulgar en una elegia d'ànsia eròtica de les més intenses que s'hagin portat mai a escena. | » |

Alguns dels últims llibres de Valle-Inclán porten el títol genèric d'Esperpentos, que segons el significat que l'autor vol donar-li, sembla més apropiat en les seves produccions Farsa i licencia de la reina castiza i Los cuernos de Don Friolera, on el vers i la prosa alternen al servei de la ironia. El protagonista de Luces de Bohèmia, el poeta Max Estrella, desenvolupa la teoria dels Esperpentos: és l'estil tràgic de la vida espanyola que només es pot donar en una estètica sistemàticament deformada. En efecte, la cita de Goya és particularment expressiva, ja que l'estil literari dels Esperpentos és l'estil tràgic, turmentat, carregat de ferotgia realista i ensems tan esgarrifadora, i pel mateix tan espiritual, de les figures dels capricis de Goya. Com a judici del conjunt de la feina de l'eximi novel·lista gallec es pot llegir un paràgraf del no menys notable escriptor Ramón Pérez de Ayala:
| « | L'obra sencera de Valle-Inclán, diu, és plàstica, acolorida i estàtica, com si fos una obra pictòrica més que literària. Quan hom la llegeix oblida d'estar llegint, i li sembla estar veient amb els ulls. Àdhuc en les seves obres dramàtiques, tant intenses, les escenes successives resten agrupades com en una decoració de frescs, i les figures sempre en actitud. Les seves més amagades inquietuds o estats d'ànim, les projecta vers el món exterior, materialitzant-les en una visió extàtica i eterna, com un paisatge somniat. La naturalesa de la seva obra, dintre del dinamisme frenètic que en ocasions sembla tenir, és un misticisme de quietud, d'èxtasi passiu i gaudi unit. El seu òrgan estètic resta en els seus ulls. L'essència de la seva obra està en la llum, matriu de l'univers | » |

I referint-se al seu estil, transcrivim l'autoritzada opinió d'Andrés González Blanco a Los Contemporaneos: 
| « | És el primer estilista espanyol, l'únic que maneja el castellà contemporani amb tota pulcritud i propietat. Hi ha, en l'estil de Valle-Inclán, base i ensenyança per formar una generació d'estilistes. Si tots aprenguessin a escriure com ell, n'hi hauria prou perquè la nostra llengua es guarís de les malalties i pestes que avui la tenen prostrada. No es pot aliar més galanor i més concisió, ni major encert en la troballa de l'adjectiu just, unit a una major esplendor de forma. | » |

## Escriptor internacional, historiador i gran estil

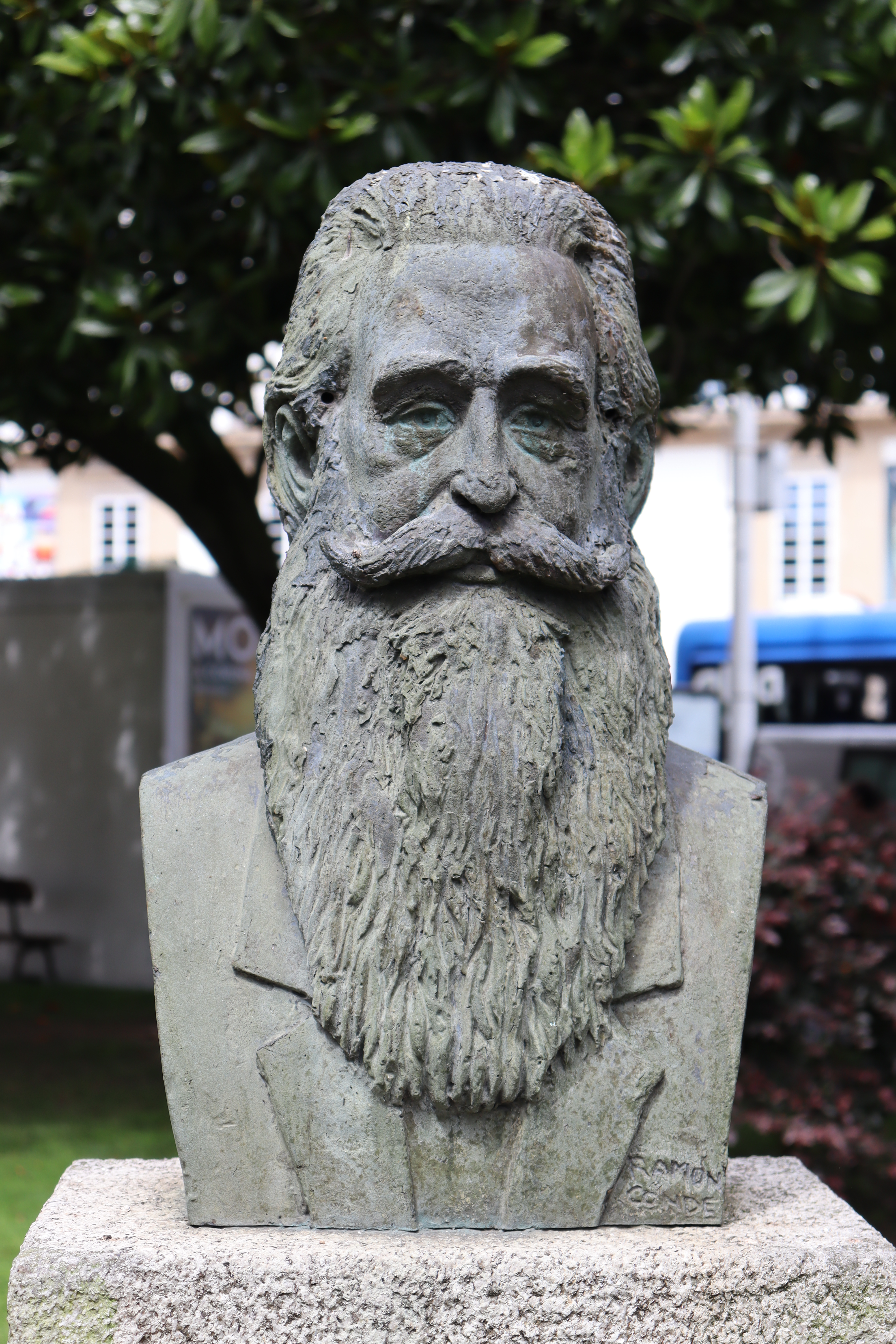
Bust de Valle-Inclán a La Corunya.

Algunes de les obres de Valle-Inclán pels anys 1920 foren traduïdes a idiomes estrangers. El 1925 es traduïren al francès la Sonata de primavera i la Sonata de estio, i en rebé l'entusiasta homenatge de la crítica. El crític de la revista Les Nouvelles littéraires va dir que El marques de Bradomin hagués encantat a Lord Byron i a Barbery d'Aurevilly pel seu exasperat romanticisme compost de bogeria eròtica, d'ironia melancòlica, de catolicisme magnífic i sensual, i afegia, després d'exaltar els dots de contista i poeta del novel·lista espanyol, que amb la Sonata de estio, poema de passió exaltada pel sol dels Tròpics, n'hi hauria prou per a la glòria d'un autor.
Vers el 1928 aparegueren La corte de los milagros i ¡Viva mi dueño!, les quals formen part de la seva sèrie El ruedo ibérico i que també assoliren les millors crítiques literàries per part de tots els entesos. El mateix any 1928 aparegué la segona sèrie d'El ruedo ibérico. Aquesta va ser, en el seu conjunt, una obra monumental, dividida en tres sèries de tres toms cadascuna, en la que l'autor estudià l'esperit del poble espanyol en el segle xix, sota el regnat d'Isabel II, Amadeu, La República i Alfons XII. A aquests títols s'han d'afegir els que aparegueren el desembre de 1928, formant part de la mateixa obra: Los amenes de un reinado; Aleluyas de la Gloriosa i La Restauración borbónica. El ruedo ibérico és una interpretació lliure i moltes vegades humorística de la realitat política del segle xix. És la Història vista a l'inrevés. L'enorme quantitat de personatges i el constant dinamisme de l'acció dissolen l'argument en una simfonia de colors i sons, trets característics de l'obra de Valle-Inclán, que en aquestes sèries es confirma de bell nou amb extraordinària energia. Per a provar la varietat del seu talent, Valle-Inclán es donà a conèixer com a actor en el Teatro de la Comedia interpretant el paper d'un personatge de La comida de las fieras, Jacinto Benavente, en el que fou molt aplaudit.
El vocabulari de Valle-Inclán s'abona tant en neologismes com en arcaismes sàviament ressuscitats i la seva erudició és molt selecta. Coneixia a fons els clàssics espanyols i recitava de memòria comèdies senceres de Lope de Vega i de Tirso de Molina. Fou el primer, o almenys dels primers, escriptor espanyol que es preocupà de la presentació tipogràfica dels seus llibres. Tant el paper com els caràcters, els ornaments de les inicials, tots els factors de la presentació, en suma, aparegueren en les seves publicacions escollits amb molt gust. Valle-Inclán fou un dels homes donats a la vida de cafè. Fou famosa la tertúlia del desaparegut Nuevo Levante del carrer de l'Arenal, on l'envoltava la flor de la joventut literària i artística d'aquell temps, sobre la qual exercia gran influència; com ho fou en els anys trenta la del Café Regina, del carrer d'Alcalá, on es reunien amb ell Díez Canedo, Vegué y Goldoni, Luis Bello i altres literats i crítics.

## Els últims anys
El 1932 fou homenatjat amb un banquet per a celebrar l'èxit assolit per les novel·les Tirano Banderas i El ruedo ibérico; en el mateix mes i any, per diferències amb la Junta del Patronato de Bienes de la República, presentà la seva dimissió del càrrec que ostentava de conservador del Tesoro Artístico Nacional, i el març de 1933 fou nomenat director de l'Academia Española de Bellas Artes de Roma.
Continuà la publicació de les obres que constituïen el cicle El ruedo ibérico, i al mateix temps reunia tot el seu teatre en un volum titulat Tramoya romántica. Després de Martes de Carnaval, també publicà Claves líricas, col·lecció de les seves poesies. Una de les seves produccions teatrals, El embrujado, que forma part d'un dels toms de la seva Opera omnia, amb altres drames, que anys abans havia llegit ell mateix a l'Ateneu, va ser estrenada el 1931, oferint-se en l'escena com a peça vigorosament tallada del Retablo de la avarícia, de la lujuria y de la muerte, tragèdia rural de fort traç, de caràcters no fortament dibuixats, sinó profundament gravats, escrita en prosa admirable, amb ambient encertadament aconseguit, carregat de tintes ombívoles, però sense apartar-se de la veritat més del que convé a tota obra d'imaginació. Correspon, en el teatre de Valle-Inclán, a aquesta sèrie d'obres d'ambient gallec que recullen de la pagesia els sentiments primitius, sense parar-se en l'exterioritat pintoresca, fàcil i vistosa, i porten al retaule dramàtic un joc de passions elementals, de grans bestieses i d'instints barroers, entre els quals salta la guspira de la tragèdia, que l'envolta amb tot el seu pes, com una fatalitat. Tota la crítica fou unànime en que Valle-Inclán descrivia la petitesa i la grandesa de la seva Galícia nadiua com ningú ho havia fet fins llavors.

## Llista de les obres literàries més destacables.
És difícil citar totes les obres literàries que estampà aquest fecund autor, però entre d'altres, a més de les citades anteriorment, són de les més notables les que porten els títols de:
- Feminas: seis historias amorosas (Pontevedra, 1894)
- Epitalamio: Historia de amores (Madrid, 1897)
- Cenizas (Madrid, 1899)
- Adega (1899)
- Corte de amor, florilegio de honestas i nobles damas (1903)
- Jardin umbrio (1903)
- Jardin novelesco (1905)
- Historias perversas (Barcelona, 1907)
- El Marques de Bradomin, teatre (Madrid, 1907)
- Aromas de leyenda, versos (1907)
- El yermo de las almas, teatre (1908)
- Una tertulia de antaño (1908)
- Cofre de sàndalo (1909)
- Las mieles de antaño (1910)
- Cuentos de abril, escenas rimadas en una manera extravagante (1910)
- Voces de Gesta, tragèdia camperola (1912)
- Opera Omnia (1913)
- La media noche, visión estelar de un momento de la guerra (1917)
- Luces de bohemia (1920 i 1924)
- Secretos de Estado
- Baza de espadas
- España con honra
- Trono en ferias
- Fueros y cantones
- Los aslones alfonsinos
- Dios, Patria i Rey
- La campaña de Cuba
- Tablado de marionetas
- Cara de plata
- Tirano Banderas
- Divinas palabras
- Un dia de guerra

A Barcelona va donar l'estrena absoluta de quatre de les seves obres teatrals: Águila de blasón (1907, Teatre Eldorado, amb poc èxit), Voces de gesta (1911, Teatre Novedades), El yermo de las almas (1915, Teatre Principal) i La cabeza del Bautista (1925, Teatre Goya).

## Adaptacions operístiques
Les obres de Valle-Inclán han estat adaptades en diversos moments a altres mitjans. Les òperes basades en obres seves són:
- 1939 La cabeza del dragón amb música de Ricard Lamote de Grignon (estrenada al Liceu el 1960)
- 1977 Blutbund de Hans-Jürgen von Bosse (Hamburg), sobre Ligazón
- 1982 Ligazón, "auto para siluetas", amb música de José Luis Turina
- 1992 Divinas palabras d'Antón García Abril (estrena al Teatro Real de Madrid el 1997)
- 2008 Sonata de primavera, de Jorge Fontenla
- 2009 La cabeza del Bautista d'Enric Palomar (Liceu, 2009).
- 2009 Patto di sangue de Matteo D'Amico (Florència, 2009), a partir de Ligazón i La rosa de papel